# Catherine Conconne
Catherine Conconne, née le 18 mai 1963, est une femme politique française, sénatrice de la Martinique depuis 2017.

## Carrière
Membre du Parti progressiste martiniquais (parti fondé par Aimé Césaire et Pierre Aliker) jusqu’au 30 avril 2020, elle est Conseillère à l'Assemblée de Martinique depuis 2015. Elle est aussi élue au Sénat depuis le 24 septembre 2017 où elle est la première femme sénatrice de l'histoire de la Martinique,,. 
Le 24 septembre 2023, Catherine est réélue au premier tour avec 479 voix sénatrice de la Martinique et le 3 octobre 2023, elle a été élue secrétaire du Sénat,.
Elle est adjointe au maire de Fort-de-France de mars 2001 jusqu'à son élection au Sénat en septembre 2017.
Elle démissionne du PPM (parti progressiste martiniquais) le 30 avril 2020. 
Le 4 juillet 2021, elle lance son nouveau mouvement politique « La Martinique Ensemble ».

## Prises de position
Elle milite en 2019 pour une modification au code de la santé afin de permettre à Cuba d'envoyer un contingent médical pour lutter contre les déserts médicaux en outre-mer. Elle indique notamment que « Cuba dispose de larges ressources en matière de savoir-faire médical. Cuba n’est pas simplement le pays du mojito et de la salsa, c’est aussi un pays avec des médecins bien formés et extrêmement pointus dans leur domaine : j’ai moi-même été opérée par un médecin cubain et je me porte très bien ! ». D'après la Banque mondiale, Cuba compte 7,5 médecins pour 1 000 habitants, contre 3,2 médecins en France. 
En 2020, au début de la pandémie de covid-19, elle dépose un amendement (adopté par décret) afin d’autoriser des médecins cubains à exercer en Martinique. Néanmoins, après le départ de ces 15 médecins restés trois mois en Martinique (avec un versement de 300 000 euros à Cuba), ignorants de la langue et des noms français des médicaments, n'ayant pas le droit de plein exercice et toujours supervisés par un médecin français, Catherine Conconne déplore que :« C’était du tourisme médical qui a coûté très cher pour une opération qui n’a pas servi à grand-chose » .

## Parcours politique
- Conseillère générale de 2004 à 2010
- Conseillère régionale de 2004 à 2015
- 1re vice-présidente du conseil régional de Martinique de 2010 à 2015
- adjointe au maire de Fort de France de 2001 à 2017
- Conseillère à l'Assemblée de Martinique depuis 2015

- Élue sénatrice de la Martinique le 24 septembre 2017[12].
- Elle démissionne du PPM le 30 avril 2020[6].
- En juillet 2021, elle lance son mouvement politique : « La Martinique Ensemble »[13].